# Spongionella monoprocta
Spongionella monoprocta är en svampdjursart som beskrevs av Claude Lévi 1961. Spongionella monoprocta ingår i släktet Spongionella och familjen Dictyodendrillidae.
Artens utbredningsområde är havet utanför Vietnam. Inga underarter finns listade i Catalogue of Life.